# قصر نياوران
قصر نياوران (بالفارسية: کاخ نیاوران) هو قصر تاريخي يعود إلى عصر القاجاريون والدولة البهلوية، ويقع في مقاطعة شميرانات.

## معرض الصور

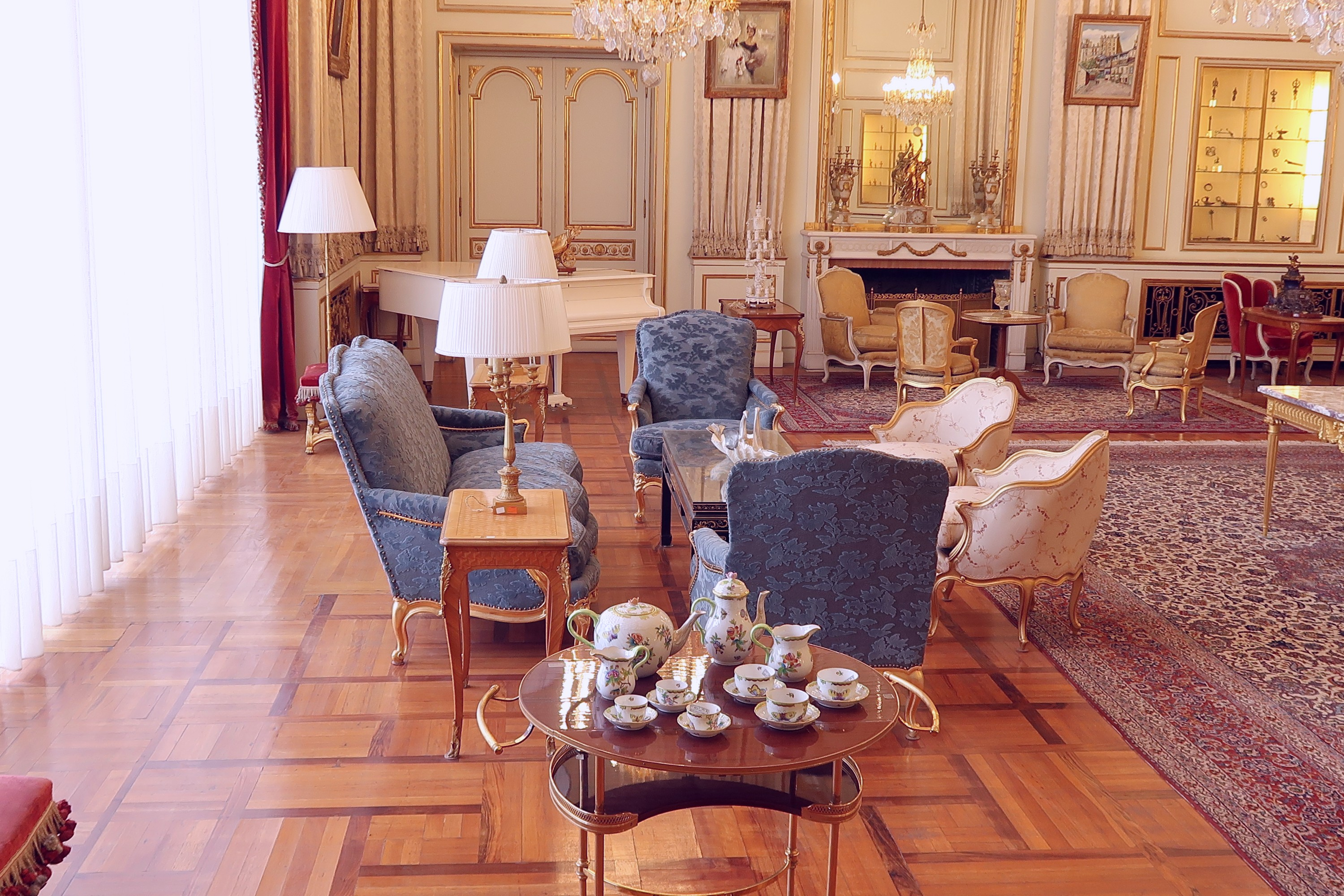
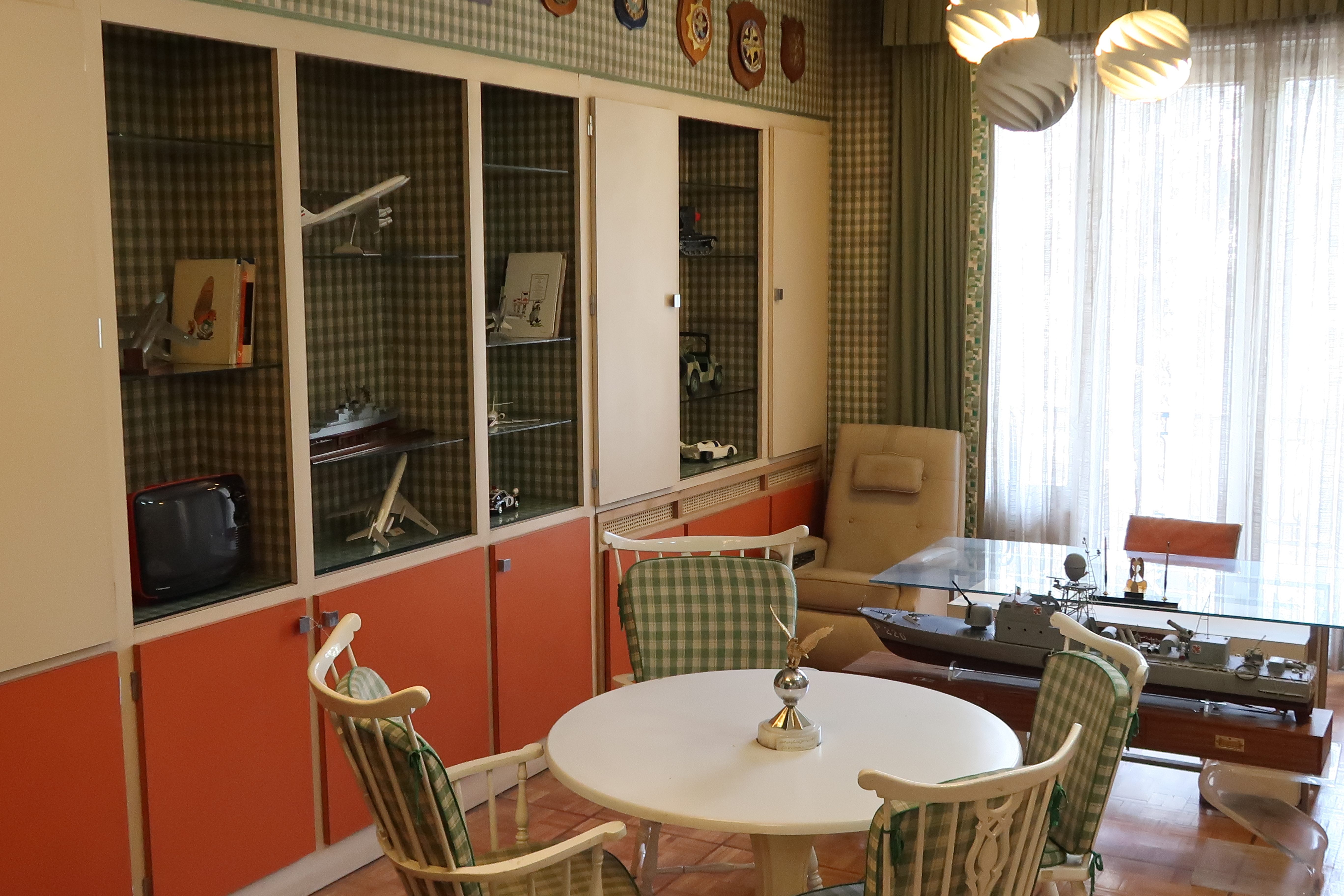
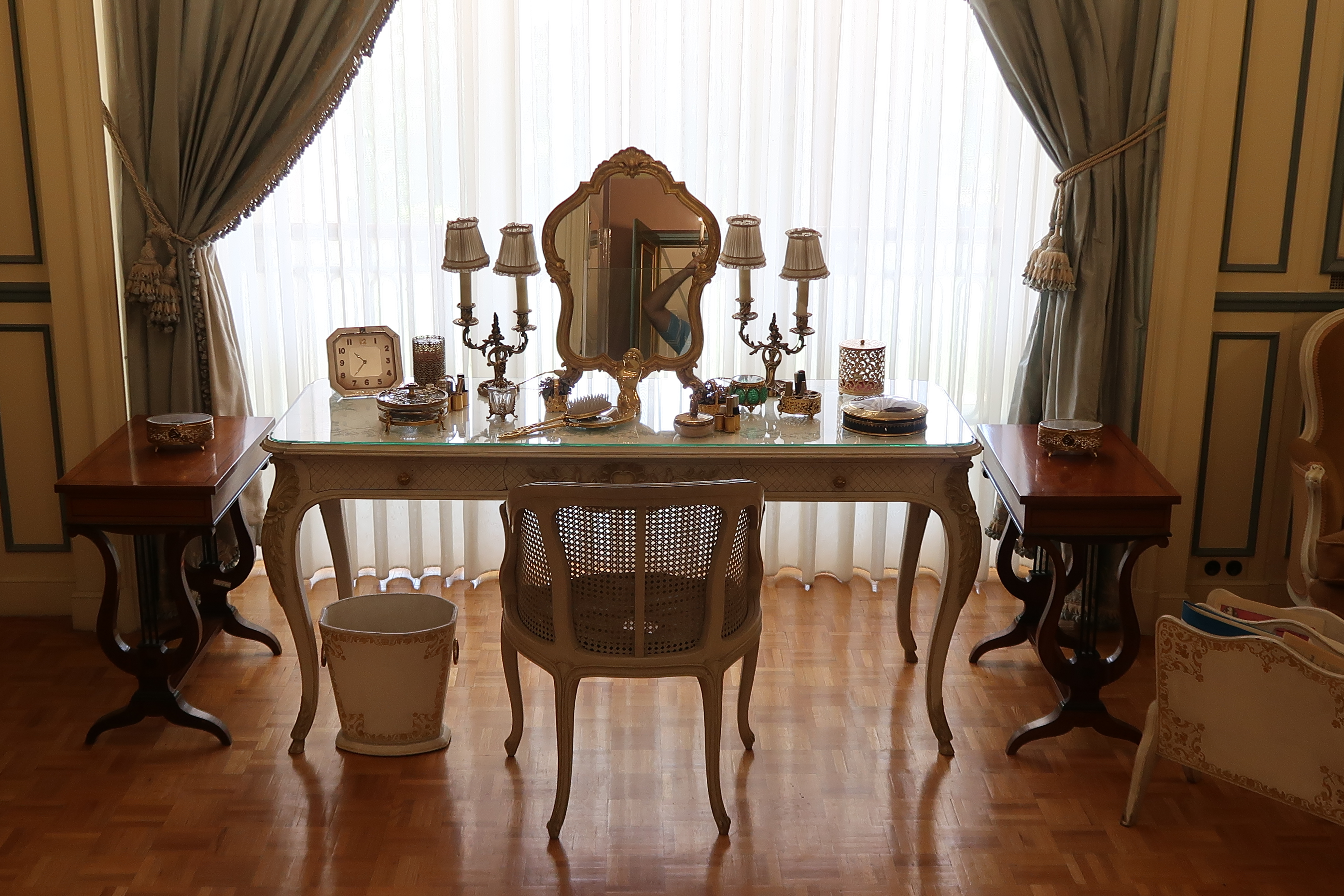
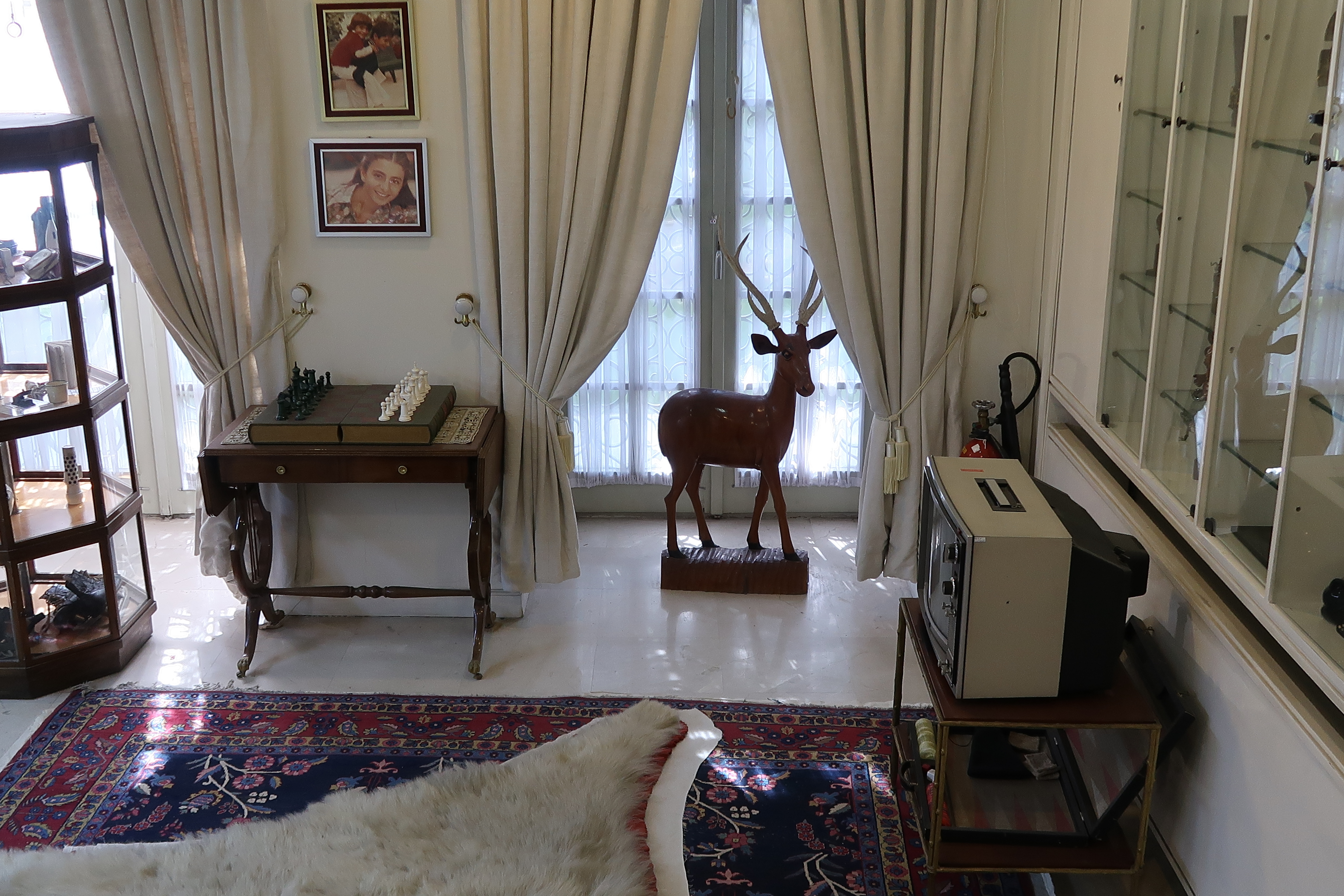
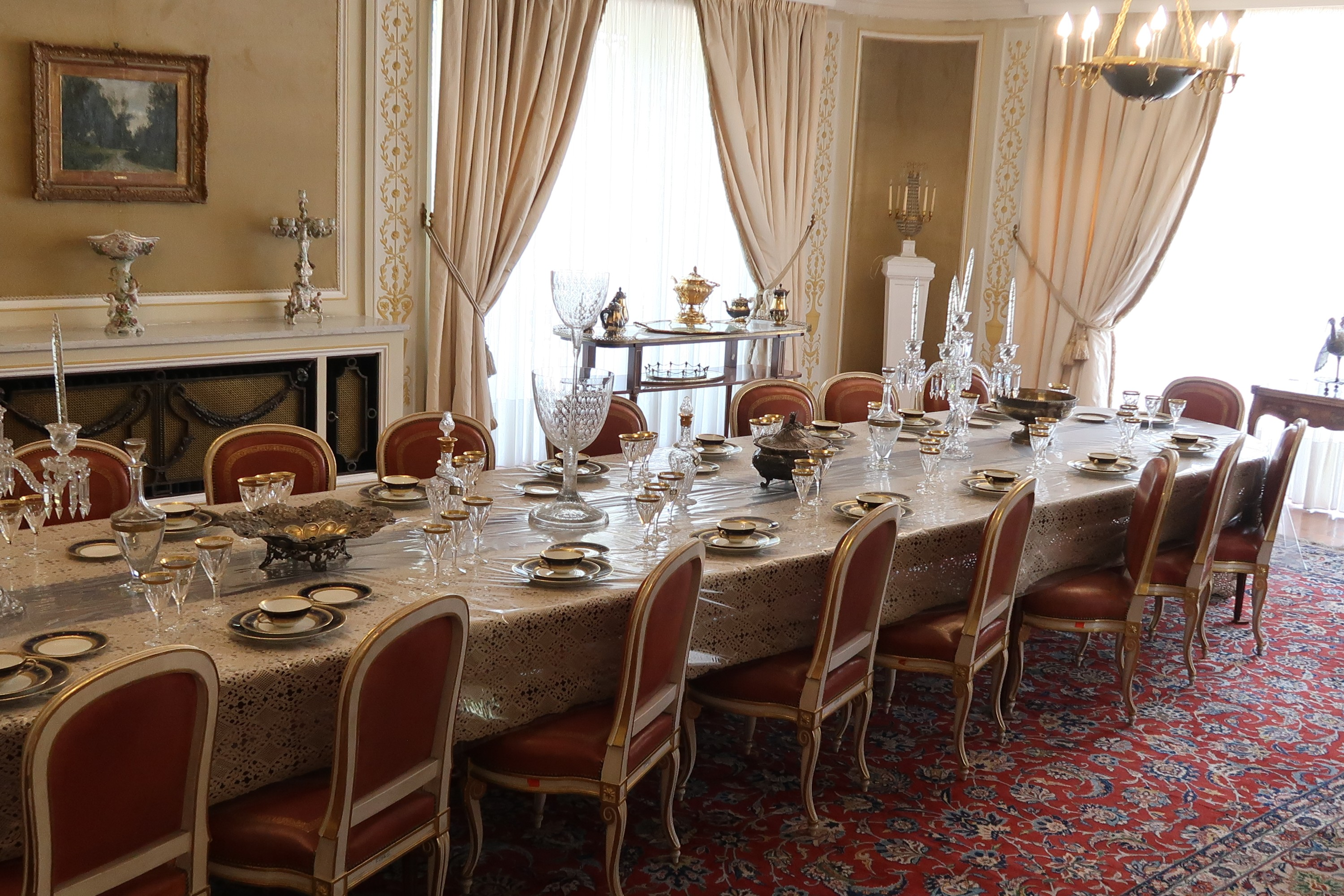
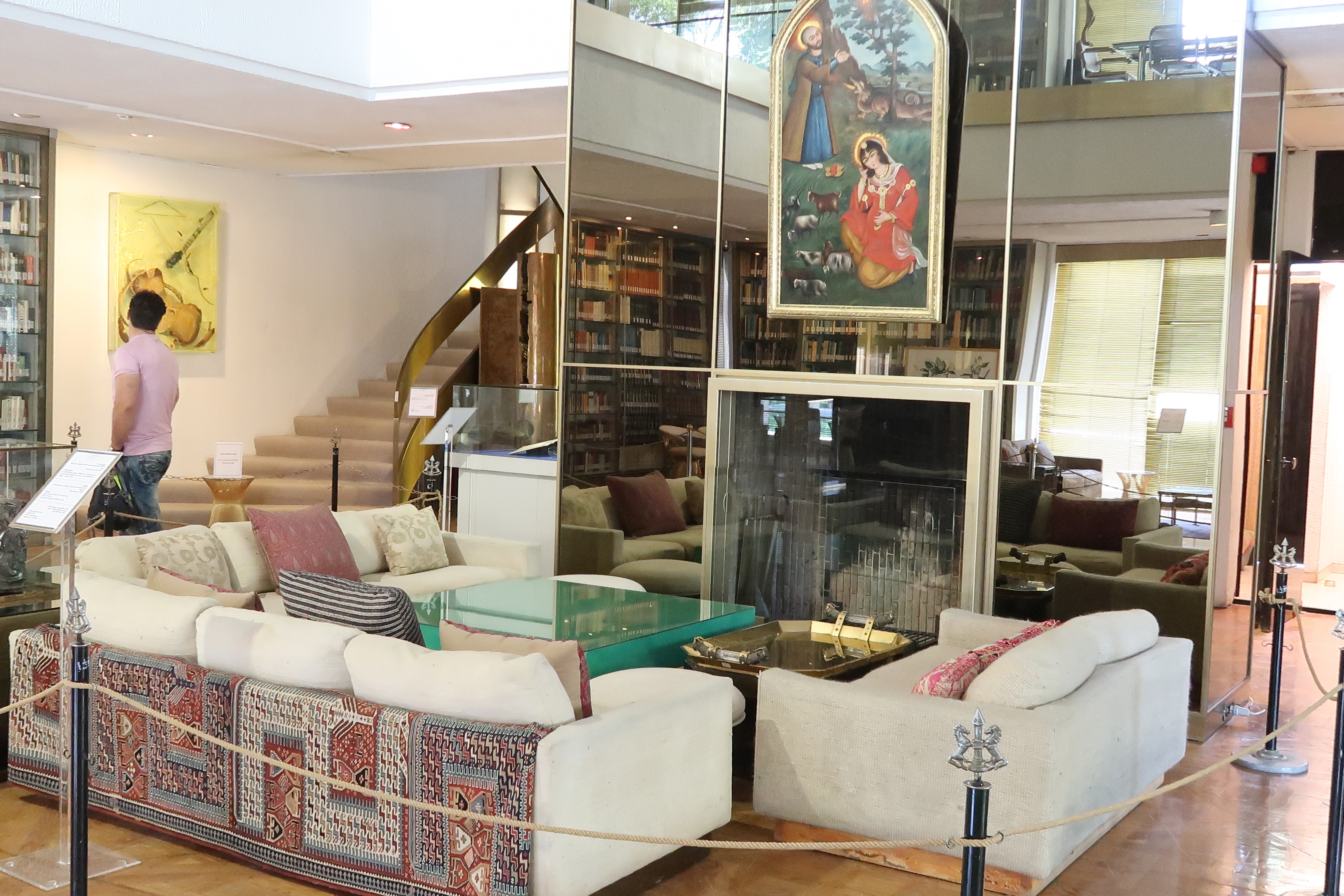
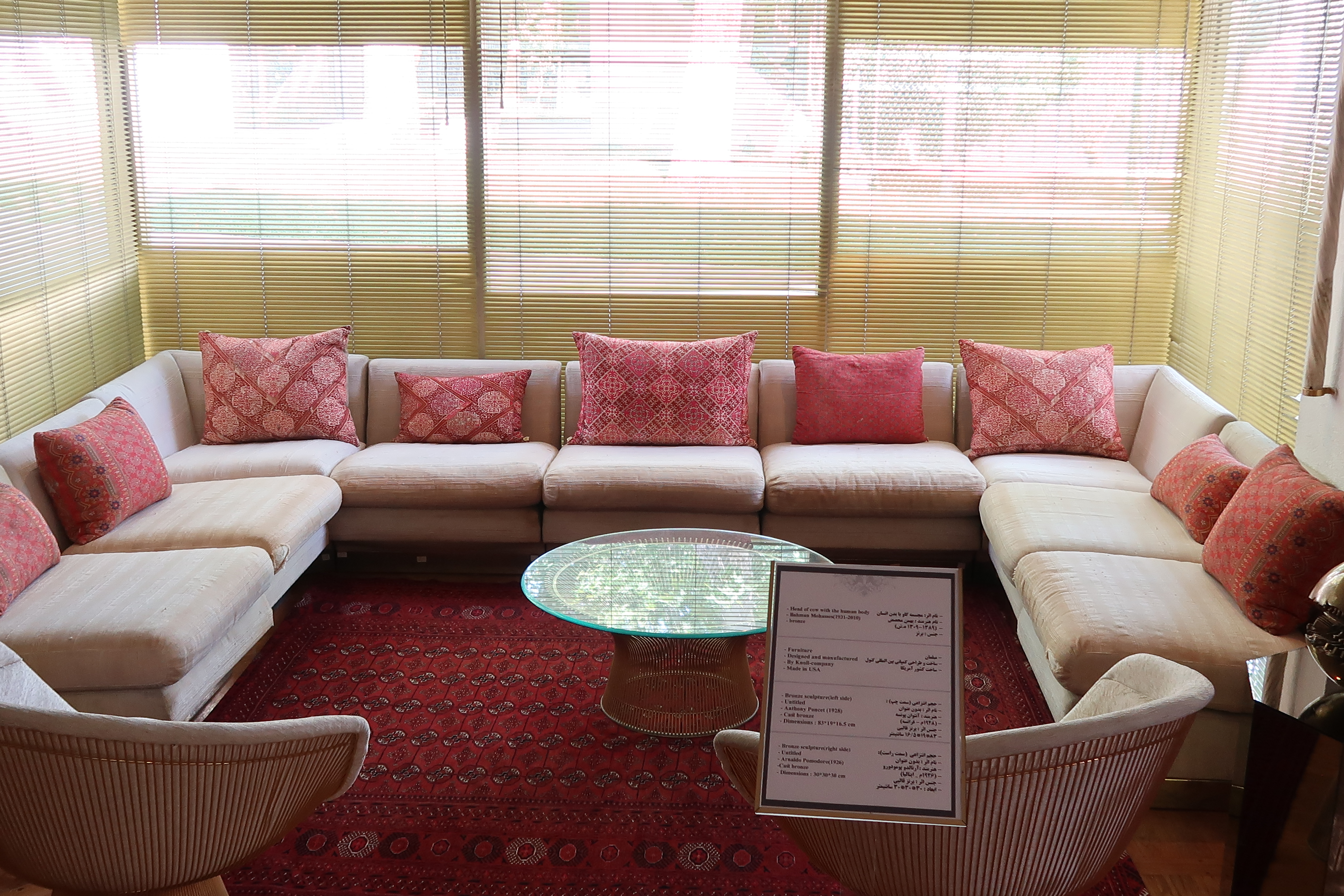
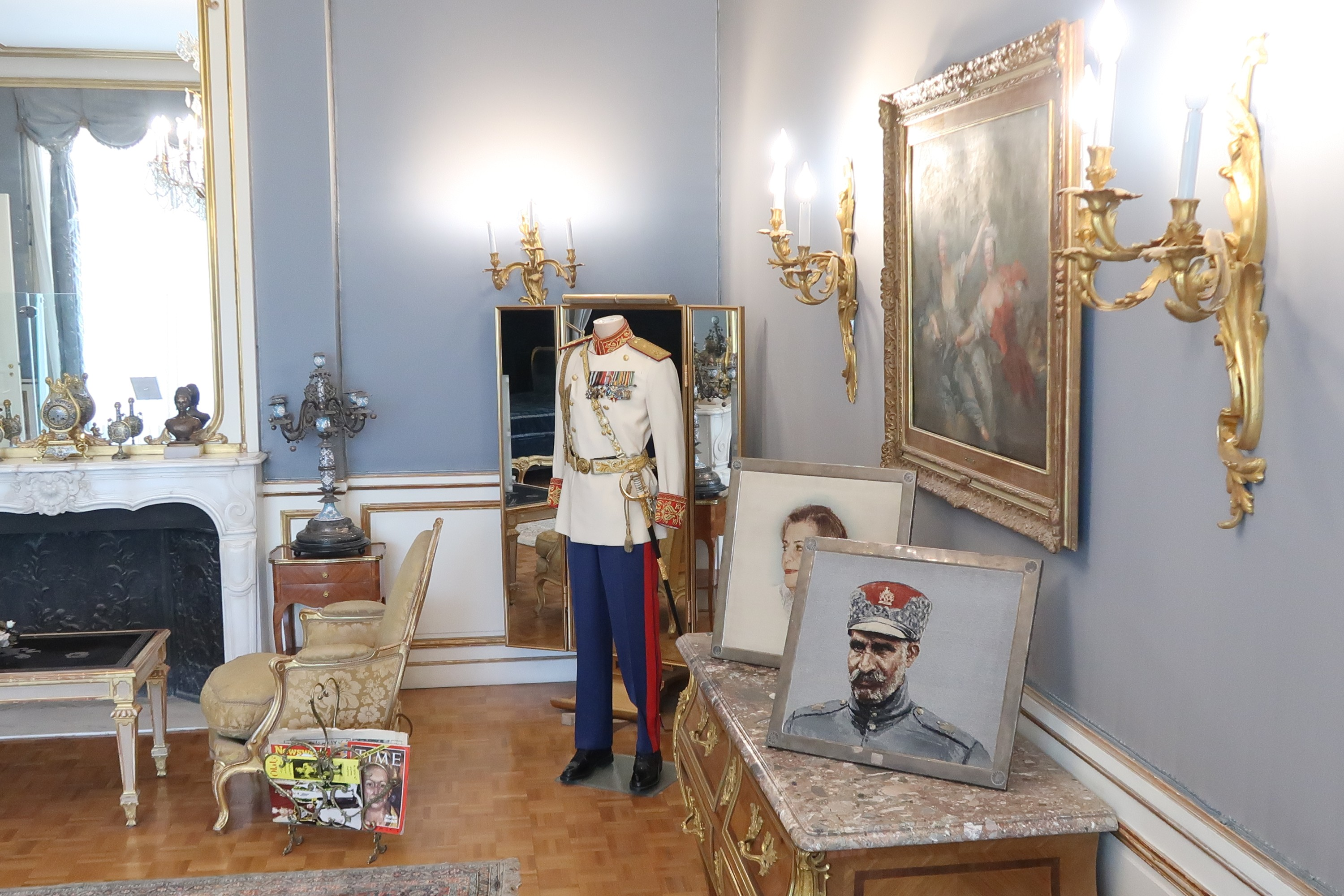